# Tsuiraku JK to haijin kyōshi
Tsuiraku JK to haijin kyōshi (jap. 墜落JKと廃人教師) – manga autorstwa sory, publikowana na łamach magazynu „Hana to Yume” wydawnictwa Hakusensha od lipca 2017 do czerwca 2024. Całość została zebrana w 20 tomach. W Polsce prawa do jej dystrybucji nabyło wydawnictwo Studio JG.
Na bazie mangi powstała TV drama, która była emitowana od kwietnia do czerwca 2023. Drugi sezon emitowano od czerwca do lipca 2024.

## Fabuła
Uczennica liceum, Mikoto Ochiai, postanawia odebrać sobie życie po bolesnym odrzuceniu przez swoją wielką miłość. W ostatniej chwili powstrzymuje ją jednak jej młody nauczyciel, Jin Haiba. Aby przekonać ją do życia, proponuje jej związek, na co Ochiai ostatecznie się zgadza, uznając, że warto spróbować zanim umrze. Haiba wyznaje, że zakochał się w niej z powodu jej uprzejmości. Od tamtej pory pojawia się zawsze, gdy Ochiai przeżywa trudne chwile, starając się ją pocieszyć i odciągnąć od złych myśli. Z czasem dziewczyna naprawdę się w nim zakochuje. Jednak jako że Haiba jest jej nauczycielem, Ochiai nie chce się do tego przyznać i ukrywa swoje uczucia.

## Manga
Seria była publikowana w magazynie „Hana to Yume” od 20 lipca 2017 do 5 czerwca 2024. Wydawnictwo Hakusensha zebrało jej rozdziały w 20 tankōbonach, wydawanych od 20 lutego 2018 do 20 sierpnia 2024.
25 lipca 2025 wydawnictwo Studio JG ogłosiło wydanie mangi w Polsce, natomiast premiera przewidziana jest na listopad.
| Nr | Język japoński    | Język japoński         | Język polski  | Język polski |
| Nr | Data wydania      | ISBN                   | Data wydania  | ISBN         |
| -- | ----------------- | ---------------------- | ------------- | ------------ |
| 1  | 20 lutego 2018    | ISBN 978-4-59-221652-0 | listopad 2025 |              |
| 2  | 20 lipca 2018     | ISBN 978-4-59-221653-7 | —             |              |
| 3  | 19 grudnia 2018   | ISBN 978-4-59-221654-4 | —             |              |
| 4  | 19 kwietnia 2019  | ISBN 978-4-59-221655-1 | —             |              |
| 5  | 19 lipca 2019     | ISBN 978-4-59-221656-8 | —             |              |
| 6  | 20 listopada 2019 | ISBN 978-4-59-221657-5 | —             |              |
| 7  | 18 marca 2020     | ISBN 978-4-59-221658-2 | —             |              |
| 8  | 20 lipca 2020     | ISBN 978-4-59-221659-9 | —             |              |
| 9  | 20 listopada 2020 | ISBN 978-4-59-221660-5 | —             |              |
| 10 | 19 marca 2021     | ISBN 978-4-59-222380-1 | —             |              |
| 11 | 20 lipca 2021     | ISBN 978-4-59-222381-8 | —             |              |
| 12 | 19 listopada 2021 | ISBN 978-4-59-222382-5 | —             |              |
| 13 | 20 kwietnia 2022  | ISBN 978-4-59-222383-2 | —             |              |
| 14 | 19 sierpnia 2022  | ISBN 978-4-59-222384-9 | —             |              |
| 15 | 20 grudnia 2022   | ISBN 978-4-59-222385-6 | —             |              |
| 16 | 20 kwietnia 2023  | ISBN 978-4-59-222386-3 | —             |              |
| 17 | 18 sierpnia 2023  | ISBN 978-4-59-222387-0 | —             |              |
| 18 | 20 grudnia 2023   | ISBN 978-4-59-222388-7 | —             |              |
| 19 | 19 kwietnia 2024  | ISBN 978-4-59-222390-0 | —             |              |
| 20 | 20 sierpnia 2024  | ISBN 978-4-59-222494-5 | —             |              |

## TV drama
TV drama na bazie mangi była emitowana na kanale MBS TV w paśmie programowym Drama Tokku od 7 kwietnia do 2 czerwca 2023. W rolach głównych wystąpili Ryo Hashimoto jako Jin Haiba oraz Akari Takaishi jako Mikoto Ochiai. Drugi sezon był nadawany od 18 czerwca do 24 lipca 2024.

### Obsada
- Akari Takaishi – Mikoto Ochiai
- Ryo Hashimoto – Jin Haiba
- Kairu Tamura – Kazuma Takamine

## Odbiór
Do marca 2023 manga sprzedała się w nakładzie 3 milionów egzemplarzy, a do sierpnia 2024 liczba ta wzrosła do 4 milionów.